# Ryszard Gryz
Ryszard Gryz (ur. 1963 w Bodzentynie) – polski historyk, doktor habilitowany nauk humanistycznych, profesor nadzwyczajny w Instytucie Historii Uniwersytetu Jana Kochanowskiego w Kielcach. Specjalizuje się w najnowszej historii Polski i historii Kościoła katolickiego w XX wieku.
W 1988 roku ukończył studia z zakresu historii w Wyższej Szkole Pedagogicznej w Kielcach. Jego praca magisterska dotyczyła powojennej gminy Bodzentyn. Rozprawę doktorską pt. Polityka władz państwowych wobec Kościoła katolickiego w województwie kieleckim w latach 1945–1956, której promotorem był Stefan Iwaniak, obronił w 1998 roku na Wydziale Humanistycznym macierzystej uczelni. Dysertacja ta została wyróżniona w 2000 w organizowanym przez Ministerstwo Kultury i Dziedzictwa Narodowego konkursie „Ślady pamięci”. Stopień naukowy doktora habilitowanego uzyskał w 2008 roku na Uniwersytecie Humanistyczno-Przyrodniczym Jana Kochanowskiego w Kielcach w oparciu o rozprawę pt. „Pozwolić czy nie?” Władze PRL wobec budownictwa katolickich obiektów sakralnych w latach 1971–1980.
W latach 1988–1989 był nauczycielem historii w liceum ogólnokształcącym w Bodzentynie, a w latach 1991-1995 w Zespole Szkół w Szczekocinach. W 1989 roku podjął pracę w Instytucie Historii na Wydziale Humanistycznym Wyższej Szkoły Pedagogicznej w Kielcach, przekształconej następnie w Akademię Świętokrzyską i Uniwersytet Jana Kochanowskiego. Początkowo zatrudniony był na stanowisku asystenta, a później adiunkta (1999) i od 2009 roku profesora.

## Wybrane publikacje
Monografie:
- Państwo a Kościół w Polsce 1945–1956. Na przykładzie województwa kieleckiego, Kraków 1999
- Komuniści i Kościół w Polsce (1945–1989), Kraków 2003 (współautor Antoni Dudek)
- Pozwolić czy nie? Władze PRL wobec budownictwa katolickich obiektów sakralnych w latach 1971–1980, Kielce 2007

Pod redakcją:
- Klasztor na Świętym Krzyżu w polskiej kulturze narodowej, pod red. D. Olszewskiego i R. Gryza, Kielce 2000
- Strajki w Polsce w XX wieku, pod red. R. Gryza, Warszawa 2011